# Gortsaranajin
Gortsaranajin (armeniska: Գործարանային) är en tunnelbanestation på Jerevans tunnelbana i Armeniens huvudstad Jerevan. Den ligger i distriktet Sjengavit. 
Stationen Gortsaranajin öppnades den 11 juni 1983.